# 錫達福爾斯 (北卡羅萊納州)
錫達福爾斯（英語：Cedar Falls）是位於美國北卡羅萊納州蘭道夫縣的非建制地區。

## 歷史
錫達福爾斯的郵局自1848年營運至今。

## 地理
錫達福爾斯所處的海拔為高於海平面156米（即512英呎），而該地所採用的時區為UTC-5，即北美东部时区（EST）。同時該地設有夏令時間，為UTC-5調快一小時，即UTC-4（EDT）。